# 불방일
불방일(不放逸,
산스크리트어: apramāda,
팔리어: appamada,
영어: carefulness,
concern,
conscientiousness,
conscious awareness)은 설일체유부의 5위 75법에서 심소법(心所法: 46가지) 중 대선지법(大善地法: 10가지) 가운데 하나이며, 유식유가행파와 법상종의 5위 100법에서 심소법(心所法: 51가지) 중 선심소(善心所: 11가지) 가운데 하나이다.
설일체유부에 따르면, 불방일은 온갖 선법(善法)을 닦는 것이다. 불방일은 선(善)에 대해 전념[專注]하는 것을 본질로 한다. 설일체유부의 이러한 정의와는 달리 "능히 마음을 수호하는 것"을 불방일이라 정의하는 부파도 있다.
《아비달마집이문족론(阿毘達磨集異門足論)》에서는 "온갖 선법(善法)에 있어서 방일(放逸)하지 않음, 즉 불방일을 으뜸으로 한다(於一切善法 不放逸為尊)"고 말하면서, 불방일을 다음과 같이 정의하고 있다.
為斷不善法。為圓滿善法。常習常修堅作恒作。數修不止名不放逸。
불선법(不善法)을 끊고 선법(善法)을 원만하게 성취하기 위하여, 항상 익히고 항상 수행하며 견고하게 짓고 한결같이 지으며 자주자주 수행하면서 그만두지 않는 것을 불방일(不放逸)이라 한다.— 《아비달마집이문족론(阿毘達磨集異門足論)》 제1권. 한역본 (369쪽) 및 한글역본 (15쪽)

## 같이 보기
- 5위 75법
- 5위 100법

## 참고 문헌
- 운허.  동국역경원 편집, 편집. 《불교 사전》. |title=에 외부 링크가 있음 (도움말)
- 사리자 설, 현장 한역, 송성수 번역. 《아비달마집이문족론》. 한글대장경 검색시스템 - 전자불전연구소 / 동국역경원. |title=에 외부 링크가 있음 (도움말)
- 세친 지음, 현장 한역, 권오민 번역. 《아비달마구사론》. 한글대장경 검색시스템 - 전자불전연구소 / 동국역경원. |title=에 외부 링크가 있음 (도움말)
- (중국어) 舍利子說, 玄奘譯. 《阿毘達磨集異門足論(아비달마집이문족론)》 大正新脩大藏經 第二十六冊 No. 1536. CBETA판. |title=에 외부 링크가 있음 (도움말)
- (중국어) 星雲. 《佛光大辭典(불광대사전)》 3판. |title=에 외부 링크가 있음 (도움말)